# National Geographic
National Geographic Magazine är en månatlig engelskspråkig tidskrift som ges ut av National Geographic Society, som grundades 27 januari 1888 i USA. Tidningen utkom första gången samma år med syftet att öka intresset för geografi.
Tidskriften, som lätt känns igen på sin gula ram, har kommit att bli en av världens mest välkända, särskilt för sin fotojournalistik. National Geographic har haft färgbilder sedan i början av 1900-talet, då detta ännu var ovanligt. En svensk fotograf som på senare tid fått många bilder publicerade är Mattias Klum.
Utöver den amerikanska upplagan utges tidskriften i 27 länder på 25 språk. Sedan september 2000 finns den på svenska, National Geographic Sverige, utgiven av Bonnier Publications.